# Tom of Finland (film)
Tom of Finland is een biografische dramafilm uit 2017, geregisseerd door Dome Karukoski en met in de hoofdrol Pekka Strang als Touko Laaksonen, beter bekend als Tom of Finland, een Finse homo-erotische kunstenaar.

## Verhaal
De film speelt zich af kort na de Tweede Wereldoorlog, waarin Laaksonen vocht aan de zijde van de Duitse Wehrmacht. Hij keert terug van de oorlog naar Finland, waar homoseksualiteit pas in 1971 gedecriminaliseerd zal worden. In de underground maakt hij homo-erotische tekeningen, meestal zijn zijn motieven zeer mannelijke mannen in uniform en met grote penissen. Hij leeft zijn homoseksualiteit in het geheim, tijdens het cruisen in het park onder het constante gevaar gearresteerd te worden door morele bewakers. Uiterlijk leidt hij een beschaafd leven als reclamekunstenaar en woont hij samen met zijn zus, die geen idee heeft dat hij homoseksueel is.

## Rolverdeling
| Acteur            | Personage       |
| ----------------- | --------------- |
| Pekka Strang      | Touko Laaksonen |
| Lauri Tilkanen    | Veli Mekinnen   |
| Jessica Grabowsky | Kaija Laaksonen |
| Taisto Oksanen    | Alijoki         |
| Seumas Sargent    | Doug            |
| Jakob Oftebro     | Jack            |
| Niklas Hogner     | Kake            |

## Release
De film ging in première op 27 januari 2017 op het Internationaal filmfestival van Göteborg en werd op 24 februari 2017 in de bioscoop uitgebracht in Finland. De film werd geselecteerd als de Finse inzending voor de Oscar voor beste niet-Engelstalige film bij de 90ste Oscaruitreiking, maar het werd niet genomineerd.

## Ontvangst
Op Rotten Tomatoes heeft Tom of Finland een waarde van 83% en een gemiddelde score van 6,9/10, gebaseerd op 70 recensies. Op Metacritic heeft de film een gemiddelde score van 56/100, gebaseerd op 13 recensies.

## Prijzen en nominaties
De film won 2 prijzen en ontving 12 nominaties, waarvan de belangrijkste:
| Jaar | Prijs                                     | Categorie                                    | Genomineerde(n)                 | Uitslag     |
| ---- | ----------------------------------------- | -------------------------------------------- | ------------------------------- | ----------- |
| 2017 | Internationaal filmfestival van Edinburgh | Publieksprijs                                | Dome Karukoski                  | Genomineerd |
| 2017 | Internationaal filmfestival van Edinburgh | Beste internationale speelfilm               | Dome Karukoski                  | Genomineerd |
| 2017 | Internationaal filmfestival van Göteborg  | FIPRESCI-prijs                               | Dome Karukoski                  | Gewonnen    |
| 2017 | Tribeca Film Festival                     | Beste internationaal filmverhaal (juryprijs) | Dome Karukoski                  | Genomineerd |
| 2018 | Jussi                                     | Beste kostuums                               | Anna Vilppunen                  | Gewonnen    |
| 2018 | Jussi                                     | Beste geluid                                 | Niklas Skarp & Christian Holm   | Genomineerd |
| 2018 | Jussi                                     | Beste cinematografie                         | Lasse Frank Johannessen         | Genomineerd |
| 2018 | Jussi                                     | Beste productieontwerp                       | Christian Olander               | Genomineerd |
| 2018 | Jussi                                     | Beste make-upontwerp                         | Johanna Eliason & Lars Carlsson | Genomineerd |